# Williamstown (Massachusetts)
Williamstown és una població dels Estats Units a l'estat de Massachusetts. Segons el cens del 2000 tenia 8.424 habitants.

## Demografia
Segons el cens del 2000, Williamstown tenia 8.424 habitants, 2.753 habitatges, i 1.693 famílies. La densitat de població era de 69,4 habitants/km².
Dels 2.753 habitatges en un 24,7% hi vivien nens de menys de 18 anys, en un 51,3% hi vivien parelles casades, en un 7,9% dones solteres, i en un 38,5% no eren unitats familiars. En el 32,7% dels habitatges hi vivien persones soles el 15,7% de les quals corresponia a persones de 65 anys o més que vivien soles. El nombre mitjà de persones vivint en cada habitatge era de 2,21 i el nombre mitjà de persones que vivien en cada família era de 2,8.
Per edats la població es repartia de la següent manera: un 15,3% tenia menys de 18 anys, un 27,5% entre 18 i 24, un 16,6% entre 25 i 44, un 21% de 45 a 60 i un 19,6% 65 anys o més.
L'edat mediana era de 36 anys. Per cada 100 dones de 18 o més anys hi havia 85,8 homes.
La renda mediana per habitatge era de 51.875 $ i la renda mediana per família de 67.589$. Els homes tenien una renda mediana de 50.011 $ mentre que les dones 32.845$. La renda per capita de la població era de 26.039$. Entorn de l'1,7% de les famílies i el 5,5% de la població estaven per davall del llindar de pobresa.

## Llocs d'interès
- Sterling & Francine Clark Art Institute